# Jebel Zaghouan
De Jebel Zaghouan (Arabisch: جبل زغوان) is een berg in Tunesië met een hoogte van 1295 meter. De berg ligt ten zuidwesten van de stad Zaghouan en is het hoogste punt van Oost-Tunesië. De berg ligt in het Nationaal park Jebel Zaghouan. De berg is de locatie van een Romeinse tempel die bekend staat als de Temple des eaux (Tempel van het Water). Hier bevindt zich de hoofdbron van het Aquaduct van Zaghouan, die ten tijde van het Romeinse Rijk de stad Carthago van drinkwater voorzag.

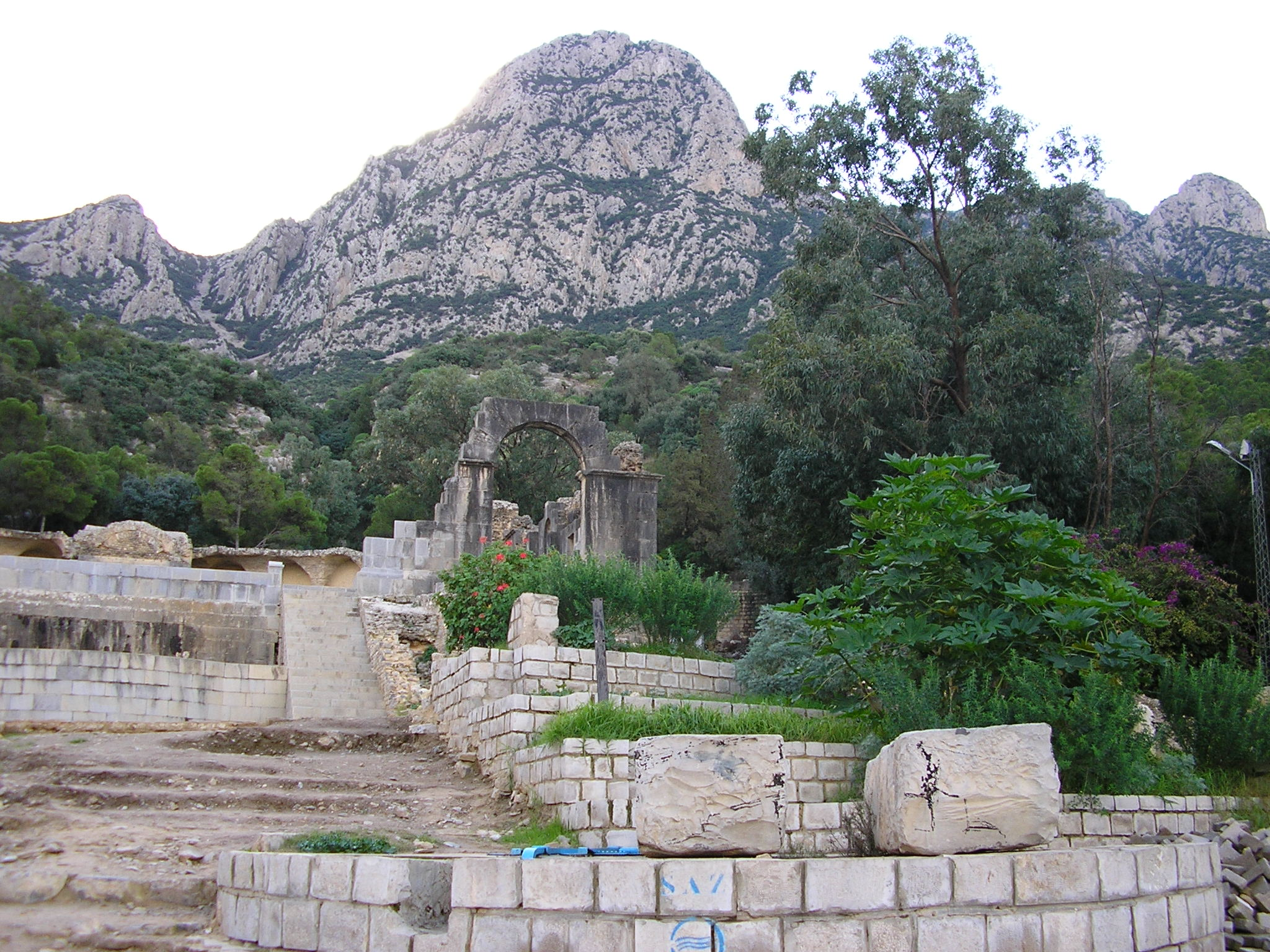
De Tempel van het Water met op de achtergrond de Djebel Zaghouan